# Одеський яр
Одеський яр — балка в центральній частині Севастополя. Починається близько сучасної вулиці Степаненка, впадає в Артилерійську бухту. Зараз значною мірою засипаний.
У різні роки балку називали Міським, Центральним яром або Артилерійською балкою. Яром проходять вулиці Очаковців, Одеська, Ялтинська, Батумська, Сенявіна. Створений Дитячий парк.
Раніше дном балки був прокладений водостічний канал, а в місті його перетину з вулицею Херсонеською (сучасна Адмірала Октябрьського) в кінці XIX ст. був споруджений міст висотою до 10 метрів. В 1950х роках яр частково засипали ґрунтом та будівельними відходами, що брались з будівництва підземних споруд.